# Young Peaks
Die Young Peaks sind eine Gebirgsgruppe bis zu 1200 m hoher Gipfel in der antarktischen Ross Dependency. Sie ragen östlich des Mount Coley in westöstlicher Ausdehnung über eine Länge von 5 km in den Churchill Mountains auf. Im Norden werden sie durch den Lee-Gletscher, im Süden durch den Jorda-Gletscher begrenzt.
Das New Zealand Geographic Board benannte sie 2003 nach Pamela Young, dem ersten weiblichen Mitglied des New Zealand Antarctic Research Program (NZARP).